# Calloserica tigrina
Calloserica tigrina är en skalbaggsart som beskrevs av Brenske 1894. Calloserica tigrina ingår i släktet Calloserica och familjen Melolonthidae. Inga underarter finns listade.